# حبیب سانگاره
حبیب سانگاره (انگلیسی: Habib Sangaré؛ زادهٔ ۲۶ سپتامبر ۱۹۶۹) بازیکن فوتبال اهل مالی بود.
وی همچنین در تیم ملی فوتبال مالی بازی کرده است.